# Domaine de Clermont
Pour les articles homonymes, voir Clermont.
Le domaine de Clermont est une ancienne plantation coloniale de l'île de La Réunion, département d'outre-mer français dans le sud-ouest de l'océan Indien. Situé rue Évariste-de-Parny, au Ruisseau, près de Bois-de-Nèfles-Saint-Paul, à Saint-Paul, il est inscrit en totalité à l'inventaire supplémentaire des Monuments historiques, depuis le 30 septembre 1993, ce qui comprend les murs de soutènement et l'intérieur de la maison principale.